# Militar

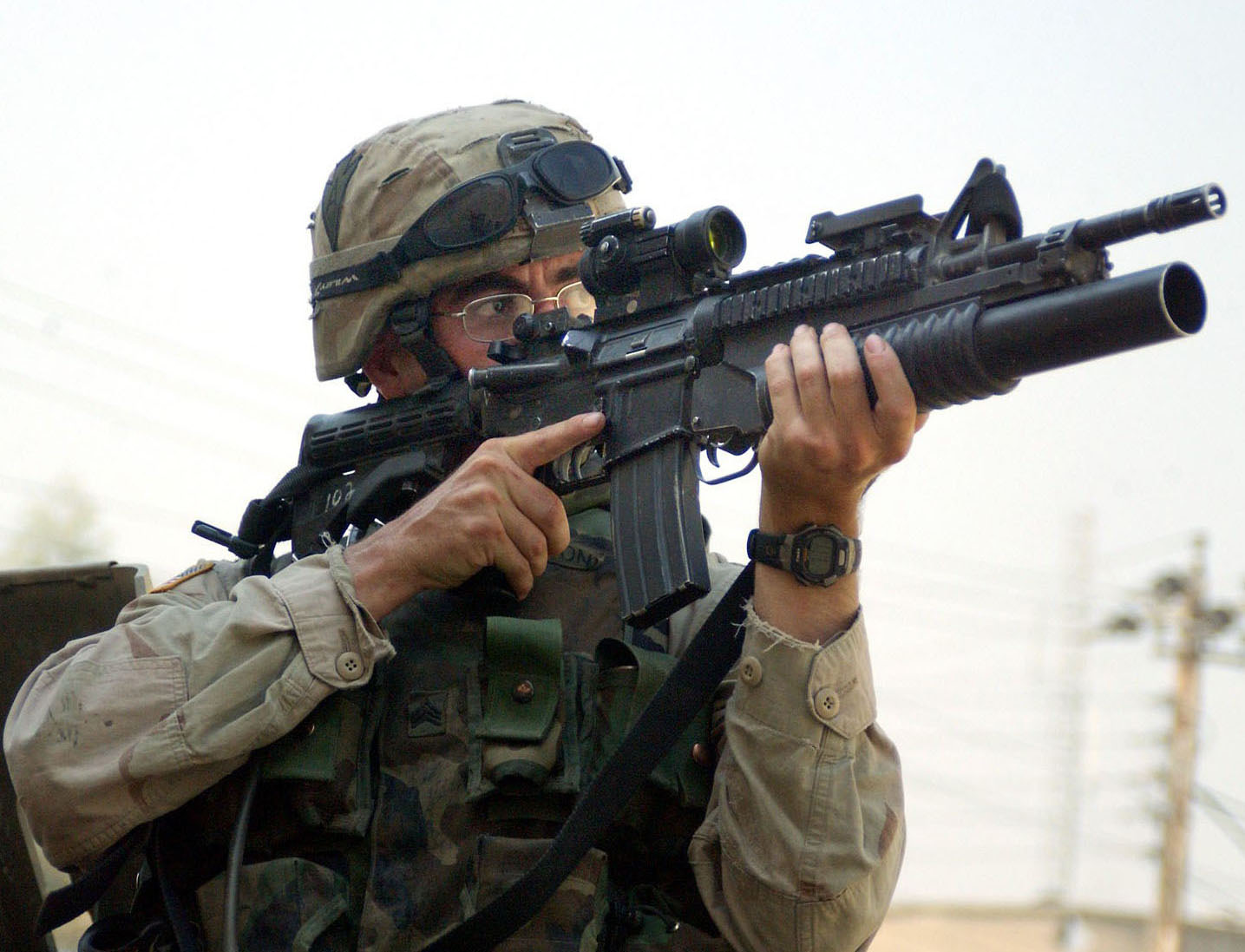
Un sergent din US Army cu o carabină M4 și un aruncător de grenade M203

Militarii alcătuiesc armata care reprezintă forța militară a unui stat sau a unei alianțe de state, cu rol de apărare a granițelor, sau de atac în afara lor. Folosirea acestei forțe pentru a instaura și menține o formă de guvernământ dictatorială se numește dictatură militară.
Militarii au un rang, care reglementează poziția și puterile lor în cadrul forțelor armate. De exemplu, se face o distincție între infanteriști și artileriști. Angajarea personalului de serviciu militar este denumită recrutare.

## Etimologie
Termenul românesc militar este un împrumut din franceză militaire, care provine din adjectivul din latină militaris: „militar”, „de luptă”, iar acesta, la rândul său, își are originea în substantivul din latină: miles, militis: „soldat”, „pedestraș”, „luptător”, „războinic”.

## Organizarea
Militarii își desfășoară activitatea organizați pe unități și subunități, având grade militare și desfășurând activități pe funcții specifice armei în care sunt pregătiți.

## Funcția
Spre deosebire de poliție sau jandarmi care rezolvă conflictele interne de pe teritoriul statului respectiv, soldații într-un război luptă contra unui agresor din afara granițelor statului.
Dacă în trecut erau războaie frecvente între două națiuni, astăzi războaiele au luat tot mai mult un caracter multinațional, ca de exemplu războiul din Iugoslavia, Afganistan, Irak.
Armata modernă de astăzi se subîmparte în: Forțele Terestre ; Forțele Aeriene ; Forțele Navale, o altă grupare mai mică o alcătuiește garda națională.
Indiferent din care grupă fac parte soldații trebuie să respecte o disciplină militară care limitează libertatea unui soldat în comparație cu drepturile unei persoane civile.
Armata are anumite ritualuri, ca de exemplu parada militară prin care caută să demonstreze capacitatea și disciplina militară.
O altă categorie de trupe înarmate sunt grupările paramilitare care iau naștere de obicei prin conflictele unui război civil.
Înzestrarea tehnică a soldaților, sau tehnica militară are și un caracter tradițional care depinde de resursele financiare și dezvoltarea industrială a statului respectiv.
De asemenea o grupare importantă sunt unitățile comando care sunt unități de elită cu o pregătire militară deosebită.
Soldații trebuie să se supună ordinului militar, să poarte o uniformă, cu semnele de armă și a gradului pe care îl dețin în ierarhia militară și mai au dreptul să poarte arme, prin toate acestea deosebindu-se de populația civilă.